# 東京都立片倉高等学校
東京都立片倉高等学校（とうきょうとりつ かたくらこうとうがっこう）は、東京都八王子市片倉町にある東京都立高等学校。

## 設置学科
- 普通科
  - 造形美術コース

## 概要
普通科のほかに造形美術コースがあり、文化活動が盛んな学校である。造形美術コースでは、洋画、日本画、彫刻などの高度な芸術の授業を受けることができる。部活動では吹奏楽部が強豪として有名で、イギリスでの世界大会で優勝経験を持つ。

## 沿革
- 1972年4月1日 -　東京都立片倉高等学校として開校。
- 1992年4月1日 -　造形美術コース設置。

## 交通
出典 : 
電車
| 路線名   | 最寄り駅         | 徒歩所要時間 |
| -------- | ---------------- | ------------ |
| 京王線   | 京王片倉駅       | 25分         |
| JR横浜線 | 八王子みなみ野駅 | 12分         |
| JR横浜線 | 片倉駅           | 20分         |

バス
| 乗車駅 | 系統       | 下車停留所     | 運行事業者 |
| ------ | ---------- | -------------- | ---------- |
| 北野駅 | 八69・北06 | 「片倉高校前」 | ■京王バス  |
| 橋本駅 | 八77       | 「片倉高校前」 | ■神奈中    |

## 教育目標
- 未来を開拓する人間を育てる。
- 文化を創造する人間を育てる。
- 協力して社会の発展に貢献する人間を育てる。

## 学園祭
- 星樹祭と呼ばれ、毎年9月に行われる。

## 部活動
| - 硬式野球部 - アメリカンフットボール部 - 陸上競技部 - サッカー部 - 男子バスケットボール部 - 女子バレーボール部 - バドミントン部 - 卓球部 - なぎなた部 - 剣道部 - 柔道部 - 硬式テニス部 - 水泳部 | - 吹奏楽部 - 合唱部 - 茶道部 - 陶芸部 - 園芸部 - 演劇部 - 家庭部 - 美術部 - 演芸部 - 華道部 - マンガ部 - 写真部 | 現在はなし |

### 吹奏楽部
全国でも有数の吹奏楽部の強豪校として有名。入試では文化特別推薦で吹奏楽部の募集を行っている。
コンクール
- 1998年10月25日 - 第46回全日本吹奏楽コンクール初出場。銀賞受賞。
- 2005年10月2日  - 第55回全日本吹奏楽コンクールで銅賞を受賞。
- 2006年10月22日 - 第54回全日本吹奏楽コンクールで初の金賞を受賞。
- 2007年10月21日 - 第55回全日本吹奏楽コンクールで金賞を受賞。
- 2008年11月23日 - 第21回全日本マーチングコンテストで金賞を受賞。
- 2009年10月25日 - 第57回全日本吹奏楽コンクールで金賞を受賞。
- 2010年10月31日 - 第58回全日本吹奏楽コンクールで金賞を受賞。
- 2014年10月26日 - 第62回全日本吹奏楽コンクールで金賞を受賞。
- 2019年10月20日 - 第67回全日本吹奏楽コンクールで金賞を受賞。

テレビ出演
- 2021年1月1日 - 芸能人格付けチェック2021お正月スペシャル[2](朝日放送:テレビ朝日系列)に出演。4組の芸能人(高畑充希、渡部篤郎、生田斗真、アインシュタイン)、およびリハーサル中に訪れた浜田雅功がプロの演奏だと間違えた。また、GACKTは「生徒たちの演奏のレベルが高く、高校生とは思えない」と番組内で絶賛し、収録後にわざわざ生徒たちに挨拶に来て撮った記念写真を自身のYouTubeチャンネル「がくちゃん」の動画内で同番組でチームを組んだ倖田來未と「上手すぎて笑っちゃって」と談笑しながら公開した。
- 2021年8月8日 - 2020年東京オリンピックの閉会式にリモートで出演し、東京スカパラダイスオーケストラとともに、当時世界的に話題となっていたアニメ「鬼滅の刃」のオープニングテーマソング「紅蓮華」および「Paradise Has No Border」の2曲の演奏を披露した[3]。
- 2021年9月27日 - 夏目三久がメインキャスターを務めていたあさチャン! [4](TBSテレビ系列)の「青春プロジェクト」にてFUNKY MONKEY BΛBY'Sと楽曲「エール」をリモート演奏し共演。コロナ禍で活動が制限されている生徒や学生をはじめとした全国の視聴者に勇気と希望を与えた。なおモン吉は片倉高校の出身。

### 硬式野球部
昭和56年度夏の西東京大会ベスト8、平成22年度夏の西東京大会ベスト16、平成23年度春の都大会ベスト16、平成24年度春の都大会ベスト16（優勝校である帝京高校に2対5で敗退、夏大会のシード権獲得）西東京大会ベスト4（佼成学園高校に敗退）、平成28年度秋の都大会ベスト16(優勝校である早稲田実業学校に2対12で敗退)、平成30年度夏の西東京大会ベスト8(優勝校である日大三高に6対8で敗退)、平成31年度春の都大会ベスト16など近年チーム力は西東京の強豪都立として着実に向上している。

## 著名な出身者
- 山田厚俊 - ジャーナリスト・コメンテーター
- 高橋ルネ - 女優
- 武発史郎 - 俳優
- 馬場育三 - （10期生・ベーシスト、Dragon Ash・2012年4月没）
- 佐野美和 -（11期生・元ミス日本、元八王子市議会議員）[要出典]
- 山口れお - トランペット奏者
- モン吉 - 歌手・FUNKY MONKEY BΛBY'Sボーカル、MC
- 松下洸平 - 俳優、造形美術コース出身